# Komine Takuya
Takuya Komine (sinh ngày 22 tháng 12 năm 1988) là một cầu thủ bóng đá người Nhật Bản.

## Sự nghiệp câu lạc bộ
Takuya Komine đã từng chơi cho Fukushima United FC.